# AZ Picerno 2022-2023
Questa voce raccoglie le informazioni riguardanti l'AZ Picerno nelle competizioni ufficiali della stagione 2022-2023.

## Stagione
Nella stagione 2022-2023 il Picerno disputa il girone C del campionato di Serie C per la terza volta, raccoglie 59 punti con il sesto posto finale. Disputa i Play-off nei quali viene eliminato nel primo turno, perdendo (0-1) contro il Potenza. La squadra rossoblù per questa stagione è affidata al tecnico Emilio Longo, nel girone di andata ottiene 27 punti, ancor meglio ha fatto nel girone di ritorno con un bottino di 32 punti, peccato non farsi trovare pronta nel momento topico dei Play-off, dove si è fatta sorprendere in casa dal Potenza già nel primo turno. Nella Coppa Italia di Serie C a ottobre il Picerno pareggia (0-0) a Foggia, ma cede il passaggio del turno ai satanelli perdendo (5-4) ai calci di rigore.

## Divise e sponsor
Il fornitore tecnico per la stagione 2021-2022 è Givova.
| Casa | Trasferta |

## Rosa
Aggiornata al 10 novembre 2022.
| N. |                   | Ruolo | Calciatore                    |
| -- | ----------------- | ----- | ----------------------------- |
| 1  | Italia (bandiera) | P     | Mirko Albertazzi              |
| 2  | Italia (bandiera) | D     | Lorenzo Gonnelli              |
| 3  | Italia (bandiera) | D     | Manuel Ferrani                |
| 4  | Italia (bandiera) | C     | Antonio De Cristofaro         |
| 5  | Italia (bandiera) | C     | Francesco Pitarresi           |
| 6  | Italia (bandiera) | D     | Andrea Allegretto             |
| 7  | Italia (bandiera) | A     | Lorenzo Liurni                |
| 7  | Italia (bandiera) | C     | Tommaso Ceccarelli            |
| 8  | Italia (bandiera) | C     | Rachid Kouda                  |
| 8  | Italia (bandiera) | C     | Andrea Gallo                  |
| 9  | Italia (bandiera) | A     | Diego Albadoro                |
| 10 | Italia (bandiera) | A     | Massimo D'Angelo              |
| 11 | Italia (bandiera) | A     | Emmanuele Esposito (capitano) |
| 12 | Italia (bandiera) | P     | Gian Marco Crespi             |
| 14 | Italia (bandiera) | C     | Francesco Dettori             |

| N. |                      | Ruolo | Calciatore           |
| -- | -------------------- | ----- | -------------------- |
| 16 | Italia (bandiera)    | A     | Andrea Santarcangelo |
| 17 | Italia (bandiera)    | A     | Federico Gerardi     |
| 18 | Spagna (bandiera)    | D     | Rubén García         |
| 19 | Brasile (bandiera)   | A     | Reginaldo            |
| 20 | Italia (bandiera)    | D     | Gabriele Pagliai     |
| 21 | Italia (bandiera)    | D     | Niccolò Monti        |
| 23 | Italia (bandiera)    | A     | Michele Emmausso     |
| 24 | Italia (bandiera)    | A     | Francesco Golfo      |
| 25 | Italia (bandiera)    | D     | Walter Guerra        |
| 28 | Italia (bandiera)    | D     | Ciro De Franco       |
| 29 | Senegal (bandiera)   | A     | Abou Diop            |
| 30 | Argentina (bandiera) | C     | Rodrigo De Ciancio   |
| 35 | Italia (bandiera)    | D     | Mattia Novella       |
| 42 | Italia (bandiera)    | D     | Andrea Montesano     |
| 99 | Italia (bandiera)    | D     | Carmine Setola       |

## Risultati

### Serie C

#### Girone di andata
| Arbitro: | Pirrotta (Barcellona Pozzo di Gotto) |

|                                                  |           |  |
| Biasci 27’ Iemmello 42’ E. Mulè 51’ Cianci 90+1’ | Marcatori |  |

| Arbitro: | Costanza (Agrigento) |

|                                                    |           |  |
| Reginaldo 23’ E. Esposito 52’ (rig.) Pitarresi 90’ | Marcatori |  |

| Arbitro: | Sfira (Pordenone) |

|                           |           |                                 |
| Salvemini 13’, 83’ (rig.) | Marcatori | 56’ De Cristofaro 79’ Reginaldo |

| Arbitro: | Nicolini (Brescia) |

|  |           |             |
|  | Marcatori | 47’ Maniero |

| Arbitro: | Maggio (Lodi) |

|          |           |           |
| Urso 33’ | Marcatori | 41’ Golfo |

| Arbitro: | Crezzini (Siena) |

|          |           |                          |
| Diop 85’ | Marcatori | 32’ Montini 70’ Piccinni |

| Arbitro: | Lovison (Padova) |

|                |           |  |
| Mignanelli 67’ | Marcatori |  |

| Arbitro: | Emmanuele (Pisa) |

|                               |           |                            |
| E. Esposito 58’ Novello 90+1’ | Marcatori | 14’ Caturano 54’ Di Grazia |

| Arbitro: | Milone (Taurianova) |

|             |           |  |
| Di Mino 56’ | Marcatori |  |

| Picerno 22 ottobre 2022 10ª giornata | AZ Picerno              | 0 – 0 | Viterbese | Stadio Donato Curcio\| Arbitro: \| Arena (Torre del Greco) \| |
| Arbitro:                             | Arena (Torre del Greco) |       |           |                                                               |

| Arbitro: | Bonacina (Bergamo) |

|                     |           |  |
| G. Gomez 37’ (rig.) | Marcatori |  |

| Arbitro: | Carrione (Castellammare di Stabia) |

|                               |           |              |
| Reginaldo 17’ E. Esposito 59’ | Marcatori | 38’ Labriola |

| Arbitro: | Gauzolino (Torino) |

|             |           |                 |
| Achik 90+3’ | Marcatori | 26’ E. Esposito |

| Arbitro: | Andreano (Prato) |

|                                  |           |              |
| Diop 71’ (rig.) Ruben García 79’ | Marcatori | 56’ R. Russo |

| Pagani 27 novembre 2022 15ª giornata | Gelbison           | 0 – 0 | AZ Picerno | Stadio Marcello Torre\| Arbitro: \| D'Eusanio (Faenza) \| |
| Arbitro:                             | D'Eusanio (Faenza) |       |            |                                                           |

| Arbitro: | Rinaldi (Bassano del Grappa) |

|                 |           |  |
| E. Esposito 80’ | Marcatori |  |

| Arbitro: | Cherchi (Carbonia) |

|  |           |               |
|  | Marcatori | 38’ W. Guerra |

| Arbitro: | Zanotti (Rimini) |

|                          |           |           |
| Diop 25’ E. Esposito 42’ | Marcatori | 58’ Macca |

| Arbitro: | Di Francesco (Ostia Lido) |

|  |           |                     |
|  | Marcatori | 64’ (rig.) D'Angelo |

#### Girone di ritorno
| Arbitro: | Maggio (Lodi) |

|  |           |            |
|  | Marcatori | 73’ Cianci |

| Arbitro: | Castellone (Napoli) |

|                           |           |                                      |
| Garattoni 6’ Ogunsaye 69’ | Marcatori | 39’ D'Angelo 73’ W. Guerra 88’ Golfo |

| Arbitro: | Mucera (Palermo) |

|                  |           |              |
| Santarcangelo 5’ | Marcatori | 78’ Poziello |

| Arbitro: | Bordin (Bassano del Grappa) |

|              |           |           |
| Leonetti 89’ | Marcatori | 74’ Golfo |

| Arbitro: | Luongo (Napoli) |

|                                      |           |             |
| Diop 6’ T. Ceccarelli 10’ Setola 81’ | Marcatori | 34’ Bolsius |

| Arbitro: | Ancora (Roma) |

|             |           |  |
| Manzari 54’ | Marcatori |  |

| Arbitro: | Vergaro (Bari) |

|                   |           |  |
| De Cristofaro 76’ | Marcatori |  |

| Arbitro: | Tremolada (Monza) |

|                            |           |                               |
| Caturano 56’ Di Grazia 59’ | Marcatori | 61’ Santarcangelo 90+4’ Kouda |

| Arbitro: | Mirabella (Napoli) |

|           |           |  |
| Golfo 11’ | Marcatori |  |

| Arbitro: | Cherchi (Carbonia) |

|              |           |                            |
| Polidori 63’ | Marcatori | 90+4’ (rig.) T. Ceccarelli |

| Arbitro: | Di Marco (Ciampino) |

|                   |           |              |
| Santarcangelo 58’ | Marcatori | 67’ D'Errico |

| Arbitro: | Calzavara (Varese) |

|  |           |           |
|  | Marcatori | 28’ Kouda |

| Arbitro: | Caldera (Como) |

|                              |           |  |
| E. Esposito 50’ Albadoro 89’ | Marcatori |  |

| Arbitro: | De Angeli (Milano) |

|  |           |                                      |
|  | Marcatori | 55’ Santarcangelo 85’ (aut.) Sottini |

| Picerno 25 marzo 2023 34ª giornata | AZ Picerno           | 0 – 0 | Gelbison | Stadio Donato Curcio\| Arbitro: \| G. Sacchi (Macerata) \| |
| Arbitro:                           | G. Sacchi (Macerata) |       |          |                                                            |

| Arbitro: | Carrione (Castellammare di Stabia) |

|                |           |                   |
| Costantino 75’ | Marcatori | 42’ T. Ceccarelli |

| Picerno 8 aprile 2023 36ª giornata | AZ Picerno         | 0 – 0 | Messina | Stadio Donato Curcio\| Arbitro: \| Petrella (Viterbo) \| |
| Arbitro:                           | Petrella (Viterbo) |       |         |                                                          |

| Arbitro: | Burlando (Genova) |

|  |           |                  |
|  | Marcatori | 90’ Ruben García |

| Arbitro: | Catanoso (Reggio Calabria) |

|  |           |                                    |
|  | Marcatori | 31’ (rig.), 58’ Lescano 60’ Merola |

### Play-off
| Arbitro: | Cavaliere (Paola) |

|  |           |            |
|  | Marcatori | 80’ Steffè |

### Coppa Italia Serie C
| Arbitro: | Pezzopane (L'Aquila) |

|                                           |                      |                                              |
| Petermann Costa Peschetola D'Ursi Peralta | Tiri di rigore 5 – 4 | Reginaldo Pitarresi Golfo Kouda Ruben García |

## Statistiche

### Statistiche di squadra
Statistiche aggiornate al 31º marzo 2023.
| Competizione         | Punti | In casa | In casa | In casa | In casa | In casa | In casa | In trasferta | In trasferta | In trasferta | In trasferta | In trasferta | In trasferta | Totale | Totale | Totale | Totale | Totale | Totale | DR |
| Competizione         | Punti | G       | V       | N       | P       | Gf      | Gs      | G            | V            | N            | P            | Gf           | Gs           | G      | V      | N      | P      | Gf     | Gs     | DR |
| -------------------- | ----- | ------- | ------- | ------- | ------- | ------- | ------- | ------------ | ------------ | ------------ | ------------ | ------------ | ------------ | ------ | ------ | ------ | ------ | ------ | ------ | -- |
| Serie C              | 55    | 17      | 9       | 5       | 3       | 22      | 12      | 18           | 5            | 8            | 5            | 17           | 19           | 35     | 14     | 13     | 8      | 39     | 31     | +8 |
| Coppa Italia Serie C | -     | 0       | 0       | 0       | 0       | 0       | 0       | 1            | 0            | 1            | 0            | 0            | 0            | 1      | 0      | 1      | 0      | 0      | 0      | 0  |
| Totale               | 55    | 17      | 9       | 5       | 3       | 22      | 12      | 19           | 5            | 9            | 5            | 17           | 19           | 36     | 14     | 14     | 8      | 39     | 31     | +8 |